# Đối tượng thuộc di sản văn hóa ở Ba Lan

Logo để đánh dấu một zabytek, dựa trên Công ước Hague năm 1954.

Đối tượng thuộc di sản văn hóa ở Ba Lan (tiếng Ba Lan: zabytki  ) được theo dõi bởi Ủy ban di sản quốc gia Ba Lan.
Sự gia tăng nhận thức cộng đồng ở Ba Lan về di sản văn hóa sau những thiệt hại trong Thế chiến II, phần lớn là công việc của Jan Zachwatowicz, người Ba Lan ký Hiến chương Venice.
Theo luật pháp Ba Lan, "zabytek" được định nghĩa là "vật phẩm bất động hoặc có thể di chuyển, các bộ phận của chúng, là một sản phẩm của con người hoặc sản phẩm phụ của nó, và đưa ra một minh chứng cho kỷ nguyên hoặc sự kiện trong quá khứ và được bảo quản lợi ích xã hội do tính chất lịch sử, nghệ thuật hoặc khoa học của chúng. " Nói một cách tổng quát hơn, "zabytek" liên quan đến các đối tượng có thể di chuyển và bất động, bao gồm cả những thứ được công nhận là có giá trị bởi nhà nước hoặc các tổ chức khác, và bằng ngôn ngữ thông tục hơn, những thứ được công nhận bởi các cá nhân.

## Phân loại theo loại
Các di sản văn hóa được chính thức phân loại thành ba loại: đối tượng di sản có thể di chuyển, đối tượng di sản không thể di chuyển, đối tượng di sản khảo cổ.

### Zabytek không thể di chuyển
Zabytek không thể di chuyển có thể được phân loại như sau:
- các tòa nhà hoặc các công trình cá nhân khác như nghệ thuật công cộng hoặc đài tưởng niệm có giá trị văn hóa quan trọng.
- Nhóm các tòa nhà tạo thành một cấu trúc mạch lạc, bất kể giá trị cá nhân, chẳng hạn như cảnh quan văn hóa hoặc cảnh quan thành phố.
- Công viên có tầm quan trọng về văn hóa, bao gồm các di tích tự nhiên như cây có giá trị, nhóm cây (công viên, rừng, làn đường, v.v.) hoặc một tảng đá.

### Zabytek có thể di chuyển
Di sản văn hóa có thể di chuyển, chẳng hạn như các đối tượng khảo cổ, di sản sách tham khảo và các tác phẩm nghệ thuật lớn, được xếp vào một danh sách quốc gia riêng biệt.

### Zabytek khảo cổ
Một khu khảo cổ, hoặc bất kỳ khu vực nào có dấu vết can thiệp của con người trước đây với tầm quan trọng văn hóa đáng chú ý, được xếp vào loại riêng biệt.

## Phân loại theo hình thức công nhận
Các đối tượng được công nhận là di sản văn hóa được pháp luật bảo vệ theo bốn cách:
- nếu một đối tượng được thêm vào sổ đăng ký đối tượng di sản văn hóa (Rejestr zabytków)
- nếu di sản gán một trạng thái đặc biệt của Di tích lịch sử (Pomnik historii); xem Danh sách các di tích lịch sử (Ba Lan) để biết danh sách đầy đủ
- nếu đối tượng được phân loại là công viên văn hóa (Park kulturowy)
- nếu một chính quyền địa phương tuyên bố đối tượng cần được bảo vệ